# Батова, Елена Сергеевна
Елена Сергеевна Батова (род. 1982) — российская дзюдоистка, призёр чемпионата России, мастер спорта России.

## Спортивные результаты
- Чемпионат России по дзюдо 2003 года среди молодёжи — ;
- Чемпионат России по дзюдо 2004 года среди молодёжи — ;
- Чемпионат России по дзюдо 2004 года среди студентов — [1];
- Чемпионат Санкт-Петербурга по дзюдо 2005 года — [2];
- Чемпионат России по дзюдо 2005 года — .